# しながわ区民公園屋外プール
しながわ区民公園屋外プール（しながわくみんおくがいプール）は、東京都品川区勝島のしながわ区民公園内にある屋外の公営プール。7月上旬頃～9月上旬頃に一般公開している。

## 概要
2016年（平成28年）に約30年ぶりにしながわ区民公園内にリニューアルオープンした。きのこ型の噴水、バケツ型の噴水、すべり台などがあり、子どもから家族連れまで遊ぶことができる。

## 施設
- 25メートル複合プール
  - 変形プール
- 子どもプール
  - きのこ型の噴水
  - バケツ型の噴水
  - すべり台

## 交通アクセス
電車の場合（しながわ区民公園屋外プール直行）
- 京急本線「立会川駅」下車 徒歩約8分

電車の場合（しながわ水族館経由）
- 京急本線「大森海岸駅」下車 徒歩約8分
- JR京浜東北線「大森駅」下車、北口改札より徒歩約15分

バスの場合
- JR京浜東北線「大井町駅 中央改札（アトレ口）・東口6番バス乗場」より無料送迎バス約15分[2]

自家用車の場合
- 専用の有料駐車場（合計50台分）あり。